# Ivan Bizjak

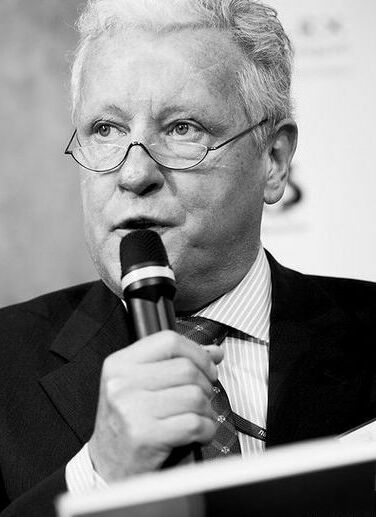
Ivan Bizjak (2011)

Ivan Bizjak (* 6. Januar 1956 in Kranj; † 6. Mai 2023) war ein jugoslawischer bzw. slowenischer Politiker (SKD).

## Leben
Bizjak legte 1974 das Abitur in seiner Heimatstadt ab und studierte ab 1981 Mathematik an der Universität Ljubljana. Während der politischen Wende in Slowenien war er einer der Mitbegründer der slowenischen Christdemokraten Slovenski krščanski demokrati (SKD), deren stellvertretender Vorsitzender er von 1991 bis 1994 war.
Im Jahr 1990 wurde er Mitglied des Parlaments und im selben Jahr zum Präsidenten der Gemeindekammer, einer der drei Kammern der Versammlung der Sozialistischen Republik Slowenien, gewählt. In dieser Funktion war er bis 1992 Mitglied des parlamentarischen Verfassungsausschusses, der die Verfassung des unabhängigen Slowenien ausarbeitete. Bei der Präsidentschaftswahl 1992 kandidierte er für das Amt des Staatspräsidenten. Er unterlag Milan Kučan, der bereits im ersten Wahlgang fast 64 Prozent auf sich vereinigen konnte. Bizjak wurde Zweiter mit 21,14 % der Stimmen.
Vom 25. Januar 1993 bis zum 8. Juni 1994 diente Bizjak im ersten Kabinett unter Ministerpräsident Janez Drnovšek als Innenminister. Von 1994 bis 2000 war er der erste Ombudsmann Sloweniens. Von November 2000 bis April 2004 diente er als Justizminister in den Kabinetten von Janez Drnovšek und Anton Rop. Von 2001 bis 2003 war er stellvertretender Vorsitzender der Slowenischen Volkspartei.
2005 wurde er Generaldirektor des Rates „Justiz und Inneres“ des Rates der Europäischen Union. Im November 2011 schied er aus diesem Amt aus.